# Antonin (Chełm)
Antonin – wschodnia część miasta Chełm, obejmująca obszar dawnej Góry Antonińskiej (223 m n.p.m.) należącej do Pagórów Chełmskich, na terenach dawnego folwarku Antonin. W roku 1958 większą część dawnej wsi Antonin (dawny PGR) włączono do Chełma, gdzie została przekształcona w obszar przemysłowy, pod budowę cementowni i kopalni kredy.

## Położenie

### Informacje ogólne
Większą część dzielnicy stanowi odkrywka kopalni kredy i obszar przemysłowy chełmskiej cementowni. Oprócz tego znajdują się tu m.in. przystanek kolejowy Chełm Cementownia, składy przemysłowo-budowlane, osiedle domków jednorodzinnych w zachodniej części dzielnicy, skupione przy uliczkach po lewej stronie ul. Przemysłowej i przy ul. 11 listopada, a także przy ul. Antonin. W centralnej części dzielnicy, znajduje się także osiedle bloków mieszkalnych Antonin, położone pomiędzy ul. Przemysłową a odkrywką kopalni kredy, a w północnej jej części znajduje się zakład karny i ogrody działkowe, ciągnące się od ul. Kolejowej do al. Marszałka Józefa Piłsudskiego, stanowiącej zachodnią granicę Antonina.

### Ulice
Główne ulice Antonina to:
- ul. Fabryczna,
- ul. Przemysłowa,
- ul. 11 listopada
- ul. Kolejowa,
- ul. Wołyńska

### Granice
Antonin graniczy:
- od północy: z dzielnicą Rampa Brzeska. Granice wyznaczają linie kolejowe nr 7 i nr 81.
- częściowo od północy, od wschodu i częściowo od południa: z gminami Chełm i Kamień. Granice wyznaczają: rów Słyszówka, linia kolejowa nr 7 i odkrywka kopalni kredy.
- od południa: z dzielnicą Wolwinów. Granice wyznaczają: odkrywka kopalni kredy, nienazwana ulica okalająca hutę szkła Marta 2, ulice Antonin, Jagiellońska i Stefana Batorego.
- od zachodu: z dzielnicą Nowe Miasto. Granice wyznaczają ulica George'a Stephensona i aleja Marszałka Józefa Piłsudskiego.

## Komunikacja
Na terenie Antonina znajdują się pętle autobusowe Antonin oraz Cementownia

Z pętli Antonin odjeżdżają autobusy linii nr: 5A, 7, 57, 182;

Z pętli Cementownia linie nr: 1, 9, 17.

Nieopodal pętli Antonin znajduje się przystanek Os. Zielone Zacisze przy ul. Przemysłowej, z którego dodatkowo odjeżdżają linie nr 8, 11A i 154.